# Лорен, Джой
Лорен Джой Йоргенсен (англ. Lauren Joy Jorgensen; более известная как Джой Лорен, род. 18 октября 1989, Атланта, Джорджия, США) — американская актриса, известная ролью Даниэль Ван де Камп в телесериале «Отчаянные домохозяйки».

## Биография
Родилась в Атланте, США, но с 1 года до 4-х лет жила в небольшом городке Вэйл в Колорадо. Имеет датские корни. Посещала Galloway School и участвовала в нескольких постановках Alliance Theatre в Атланте. Для развития своей актёрской карьеры переехала с матерью в Лос-Анджелес в возрасте 11 лет. Окончила школу в 14 лет. В 2012 году окончила Колумбийский университет.

## Избранная фильмография
| Год       |   | Русское название      | Оригинальное название | Роль                     |
| --------- | - | --------------------- | --------------------- | ------------------------ |
| 2002      | с | Женская бригада       | The Division          | Мэри Эллен Смит          |
| 2002      | с | Лиззи Магуайер        | Lizzie McGuire        | капитан чирлидеров       |
| 2003      | ф | Rogues                | Rogues                | имя персонажа неизвестно |
| 2003      | с | Still Standing        | Still Standing        | Дженна                   |
| 2004—2011 | с | Отчаянные домохозяйки | Desperate Housewives  | Даниэль Ван де Камп      |
| 2006      | с | Ищейка                | The Closer            | Анджела Картер           |
| 2007      | с | Акула                 | Shark                 | Кристи Мэйс              |
| 2007      | с | Частная практика      | Private Practice      | Дарси                    |
| 2010      | ф | The Assignment        | The Assignment        | Шелли                    |